# Aeshna
Aeshna Fabricius, 1775 je rod vilinskih konjica iz familije Aeshnidae. 

### Identifikacija
Vrste roda Aeshna imaju tamna tela, sa različito obojenim trakama na grudnom regionu i mozaikom tačaka na trbušnom regionu.

#### Razlikovanje od drugih rodova
Rod Aeshna je najsličniji rodu Brachytron, od kog se razlikuje po osobinama kao što su: rana letna sezona, mala veličina tela, dlakavo telo, uzane pterostigme i trbušni region koji nije sužen kao kod mužjaka vrsta roda Aeshna. Rod Anax se razlikuje u obliku i nervaturi krila, a na terenu se lako razlikuje po ravnom grudnom regionu i bledom trbušnom regionu sa crnom trakom na gornjoj strani (izuzev A. immaculiformis). Rodovi Boyeria i Caliaeshna imaju poprečne nerve u središnjem delu krila.

#### Razlikovanje vrsta u okviru roda
Rod Aeshna je velika i raznolika grupa, sa najvećim brojem vrsta u Severnoj Americi. 

#### Ponašanje
Vrste roda Aeshna često patroliraju iznad otvorenih, ali zaklonjenih mesta, kao što su travnjaci i bašte, kao i iznad pretežno stajaćih voda. Love uglavnom u sumrak. Mužjaci uglavnom agresivno i brzo patroliraju iznad vode, uglavnom prateći manje više ustaljenu rutu, često prekidajući direktan let pauzama u kojima lebde. Ženke svih vrsta, izuzev A. affinis polažu jaja same.

#### Vrste
- Aeshna mixta Latreille, 1805
- Aeshna affinis Vander Linden, 1820
- Aeshna isoceles (Müller, 1767)
- Aeshna grandis (Linnaeus, 1758)
- Aeshna caerulea (Ström, 1783)
- Aeshna cyanea (Müller, 1764)
- Aeshna viridis Eversmann, 1836
- Aeshna juncea (Linnaeus, 1758)
- Aeshna subarctica Walker, 1908
- Aeshna serrata Hagen, 1856
- Aeshna crenata Hagen, 1856

## Galerija
- Aeshna
- Aeshna isoceles
- Aeshna isoceles
- Aeshna isoceles
- Aeshna isoceles
- Aeshna isoceles

## Literatura
- Corbet, P. S. 1999. Dragonflies: Behavior and Ecology of Odonata. Cornell University Press, Ithaca, New York, USA, 829pp.
- von Ellenrieder, N. (2003). „A synopsis of the Neotropical species of 'Aeshna' Fabricius: The genus Rhionaeschna Förster (Odonata: Aeshnidae)”. Tijdschrift voor Entomologie. 146 (1): 67—207. doi:10.1163/22119434-900000120..

## Spoljašnje veze
- Aeshna, BugGuide